# Jules Dauban

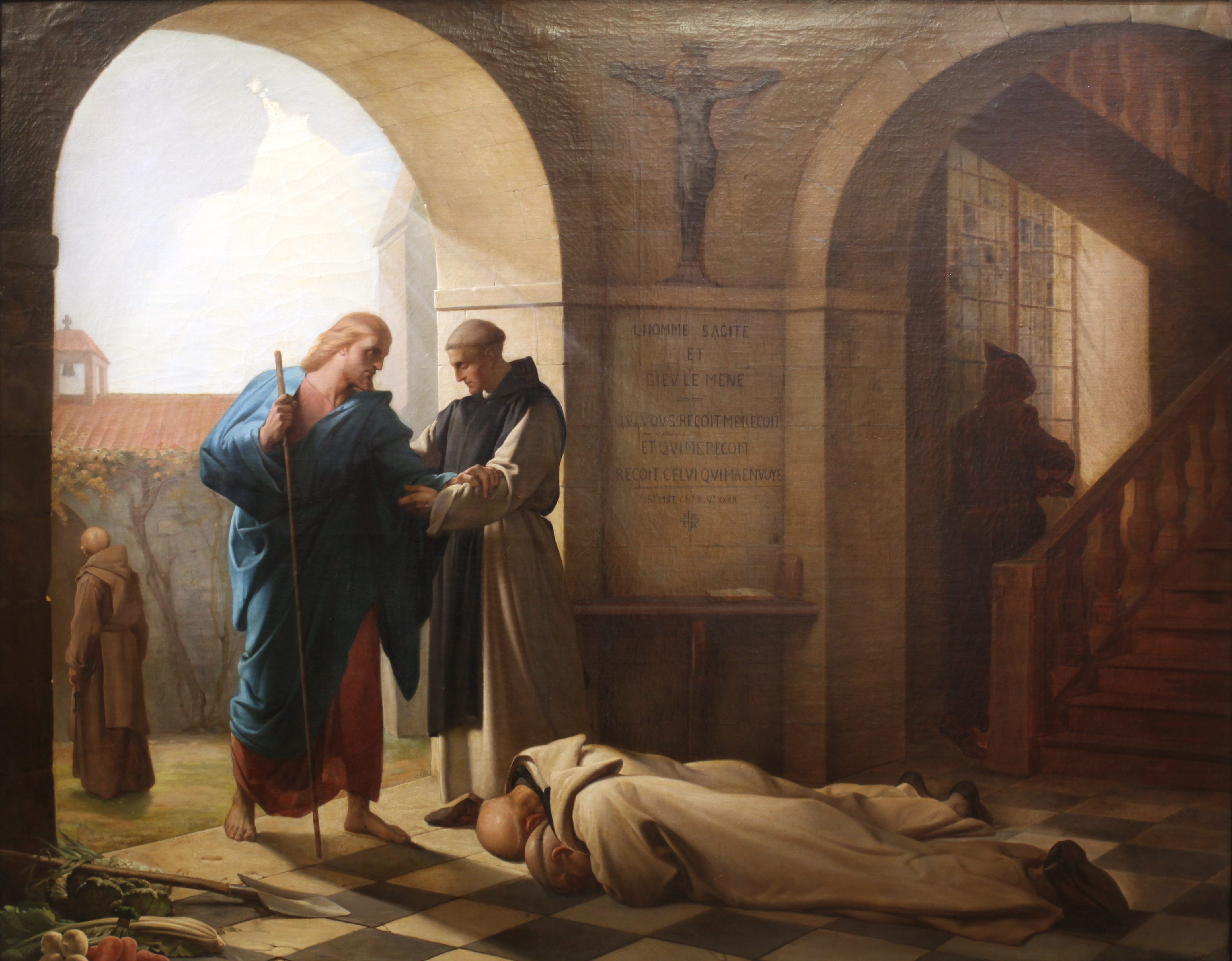
Upptagande av en främling bland trappisterna.

Jules Joseph Dauban, född den 31 maj 1822 i Paris, död den 6 september 1908 i Graveron i departementet Eure, var en fransk målare. Han var bror till Charles-Aimé Dauban.
Dauban var lärjunge till Auguste-Hyacinthe Debay och blev bemärkt 1864, då han utställde Upptagande av en främling bland trappisterna (Luxembourgmuseet). Till samma ämneskrets hör Trappister, som ger varandra fridskyssen före nattvarden (1865, museet i Angers) och Trappistens död (1867). Dauban hade tidigt slagit sig ned i Angers, där han blev direktör för museet och målarskolan samt dekorerade åtskilliga kyrkor och offentliga byggnader.